# 후사모토촌
후사모토촌(総元村)은 지바현 이스미군에 설치되었던 촌이다.

## 지리
- 현재의 오타키정 동부에 해당한다.
- 마을 내에는 이스미강이 흐르고 있다.
- 마을은 보소 구릉에 위치하여 산이 많은 지형이 많다.

## 역사
- 1889년 4월 1일 - 정촌제 시행에 의해 이스미군 후사모토촌이 성립하였다.
- 1954년 10월 5일 - 구 오타키정, , 후사모토정, 니시하타촌, 가미타키촌, 오이카와촌과 합병해 현재의 오타키정이 성립해, 후사모토촌은 폐지되었다.

## 인구
| 18919년 | 2,975 |
| 19179년 | 3,335 |
| 19549년 | 2,988 |

## 교통

### 철도
- 일본국유철도 (→ 동일본 여객철도→ 이스미선)
  - 이스미 선

## 참고문헌
- 大多喜町史編さん委員会編『大多喜町史』、大多喜町、1991年
- 角川日本地名大辞典編纂委員会『가도카와 일본 지명 대사전 12 千葉県』、가도카와 쇼텐、1984年 ISBN 4-04-001120-1
- 『大多喜町行政のあゆみ』　発行日 : 2004年9月、発行 : 千葉県大多喜町、編集 : 大多喜町総務課、制作 : 株式会社ぎょうせい